# Список эпизодов телесериала «Отдел убийств»
«Отдел убийств» (англ. City Homicide) — австралийский детективный телесериал в жанре «полицейская драма». С августа 2007 года по март 2011 года было снято 5 сезонов, всего 84 эпизода. Телесериал стал довольно популярен в Австралии и неоднократно номинировался на престижные премии в области телевидения, но не выиграл ни одну из них.
Телесериал рассказывает о полицейских Мельбурна, работающих в отделе по расследованию убийств. Отделом руководит старший сержант Стэнли Вульф. Главными персонажами телесериала являются полицейские детективы Мэтт Райан, Дженнифер Мэпплторп, Данкан Фриман и Саймон Джойнер. Им приходится иметь дело как с убийствами, совершёнными на бытовой почве, так и с профессиональными преступниками и серийными убийцами. Одновременно с этим развивалась личная жизнь главных персонажей телесериала.
Сюжет телесериала обычно строится вокруг каждого эпизода, без сквозных историй на несколько эпизодов. В 2011 году был снят заключительный сезон телесериала, под названием «Наивысшая честь». В отличие от предыдущих сезонов он имеет собственное название и состоит всего из 6 эпизодов, которые взаимосвязаны между собой единым линейным сюжетом.

## Обзор сезонов
| Сезон | Сезон           | Эпизоды | Первоначальный эфир | Первоначальный эфир | Дата выхода DVD | Дата выхода DVD | Дата выхода DVD | Дата выхода DVD | Дата выхода DVD |
| Сезон | Сезон           | Эпизоды | Премьера сезона     | Финал сезона        | Регион 1        | Регион 2        | Регион 3        | Регион 4        |                 |
| ----- | --------------- | ------- | ------------------- | ------------------- | --------------- | --------------- | --------------- | --------------- | --------------- |
|       | 1               | 14      | 28 августа 2007     | 19 ноября 2007      | н/д             | н/д             | н/д             | 1 января 2007   |                 |
|       | 2               | 22      | 30 июня 2008        | 29 марта 2009       | н/д             | н/д             | н/д             | 1 января 2008   |                 |
|       | 3               | 13      | 10 августа 2009     | 25 ноября 2009      | н/д             | н/д             | н/д             | н/д             |                 |
|       | 4               | 13      | 14 июля 2010        | 16 февраля 2011     | н/д             | н/д             | н/д             | 1 января 2010   |                 |
|       | Наивысшая честь | 13      | 23 февраля 2011     | 30 марта 2011       | н/д             | н/д             | н/д             | н/д             |                 |

## Список эпизодов

### Первый сезон (2007)
| Номер | Название                                                                    | Режиссёр      | Сценарий                   | Дата премьеры    |  |
| --- | --------------------------------------------------------------------------- | ------------- | -------------------------- | ---------------- |  |
| 1 (1x01) | «Стрелы в руках сильного (Часть 1)» (англ. In the Hands of Giants (Part 1)) | Тони Тилс     | Джон Хаггисон и Джон Банас | 28 августа 2007  |  |
| Детективы Мэтт Райан и Саймон Джойнер из отдела убийств расследуют самоубийство молодой женщины Натали Пирс. В отдел после длительного отстранения возвращается детектив Данкан Фриман. Решается вопрос о будущем Дженнифер Мэпплторп в отделе убийств. Сержант Уилтон Спаркс узнаёт о том, что его жена изменяет ему с Саймоном.                        |                                                                             |               |                            |                  |  |
| |                                                                             |               |                            |                  |  |
| 2 (2x01) | «Стрелы в руках сильного (Часть 2)» (англ. In the Hands of Giants (Part 1)) | Тони Тилс     | Джон Хаггисон и Джон Банас | 28 августа 2007  |  |
| Расследование самоубийства Натали Пирс выводит детективов на серийного убийцу, который сжигает детей и посылает венок на их похороны. Дженнифер остаётся работать в отделе убийств. Спаркс хочет рассказать о связи Джойнера с его женой главе отделу, Стэнли Вульфу, но у него случается инфаркт.                                                       |                                                                             |               |                            |                  |  |
| |                                                                             |               |                            |                  |  |
| 3 (3x01) | «Залечь на дно» (англ. Lie Down with Dogs)                                  | Пино Амента   | Джон Хаггисон и Джон Банас | 3 сентября 2007  |  |
| Детективы расследуют убийство известного бандита Майкла Бута, чей высохший труп был найден в склепе. Чтобы найти убийц, детективам приходиться работать вместе с отделом ограблений и их начальником Терри Джарвисом. Детективы не рады этому обстоятельству. Отношения между отделами всегда были довольно натянутыми.                                  |                                                                             |               |                            |                  |  |
| |                                                                             |               |                            |                  |  |
| 4 (4x01) | «Возвращение» (англ. The Return)                                            | Пино Амента   | Джон Хаггисон и Джон Банас | 10 сентября 2007 |  |
| Джим Конвэй, обвиняемый в убийстве молодой фотомодели, бросается под грузовик и погибает. Мэтт сомневается в его виновности и начинает новое расследование. Дженнифер узнаёт, что с ней хочет поговорить мать застреленного ею парня. |                                                                             |               |                            |                  |  |
| |                                                                             |               |                            |                  |  |
| 5 (5x01) | «В саду созрели фрукты» (англ. Ripe Fruits in the Garden)                   | Тони Кравиц   | Джон Хаггисон и Джон Банас | 17 сентября 2007 |  |
| Найдено расчленённое тело маленькой девочки. Это дочь близких друзей Вульфа и его крестница. Суперинтендант Бернис Уэверли сомневается в непредвзятости Вульфа. В это же время пропадает без вести ещё одна девочка. |                                                                             |               |                            |                  |  |
| |                                                                             |               |                            |                  |  |
| 6 (6x01) | «День конвертов» (англ. Envelope Day)                                       | Тони Кравиц   | Джон Хаггисон и Джон Банас | 24 сентября 2007 |  |
| Убит известный журналист Чарльз Завальски. Расследование этого преступления грозит перерасти в большой скандал. Вдова журналиста обвиняет Саймона в том, что он саботирует расследование. В скором времени происходит ещё одно убийство. |                                                                             |               |                            |                  |  |
| |                                                                             |               |                            |                  |  |
| 7 (7x01) | «Материнская любовь» (англ. Baby Love)                                      | Дайяна Реид   | Джон Хаггисон и Джон Банас | 1 октября 2007   |  |
| Маленький мальчик найден задушенным на праздновании своего первого дня рождения, и каждый из многочисленных гостей на этом празднике становится подозреваемым в убийстве. Возлюбленная Данкана, Клэр, арестована за хранение наркотиков. Чтобы закрыть это дело, Терри Джарвис требует, чтобы Клэр помогла ему в аресте известного наркоторговца Забора. |                                                                             |               |                            |                  |  |
| |                                                                             |               |                            |                  |  |
| 8 (8x01) | «Жертвы преступлений» (англ. Victims of Crime)                              | Дайяна Реид   | Джон Хаггисон и Джон Банас | 8 октября 2007   |  |
| Детективы расследуют деятельность организации «Жертвы преступлений», которая занимается убийствами преступников, ушедших от правосудия. Клэр идёт на встречу с Забором в качестве полицейского агента. |                                                                             |               |                            |                  |  |
| |                                                                             |               |                            |                  |  |
| 9 (9x01) | «Планирование семьи» (англ. Family Planning)                                | Пол Молоней   | Джон Хаггисон и Джон Банас | 15 октября 2007  |  |
| Детективы расследуют убийство семьи из четырёх человек и их горничной. Главным подозреваемым в массовом убийстве становится бандит Терри О’Нил, но вскоре его труп находят в реке. В отдел после отпуска по болезни возвращается Уилтон Спаркс. Мэтт навещает Данкана, который тяжело переживает гибель Клэр.                                            |                                                                             |               |                            |                  |  |
| |                                                                             |               |                            |                  |  |
| 10 (10x01) | «Земля обетованная» (англ. The Promised Land)                               | Пол Молоней   | Джон Хаггисон и Джон Банас | 22 октября 2007  |  |
| Детективы расследуют убийство в мусульманской общине Австралии. Данкан возвращается в отдел убийств, но Терри Джарвис требует его увольнения. В отдел приходит парень, который рассказывает Данкану подробности убийства, произошедшего 10 лет назад. |                                                                             |               |                            |                  |  |
| |                                                                             |               |                            |                  |  |
| 11 (11x01) | «Серьёзные парни» (англ. Serious Men)                                       | Джерри Уолкер | Джон Хаггисон и Джон Банас | 29 октября 2007  |  |
| Ограблен фургон с золотыми слитками, при этом убиты два охранника. Детективам отдела убийств приходится работать с командой Терри Джарвиса. Детективы выходят на подозреваемых, но находят только их трупы. Становится ясно, что в одной из команд есть информатор преступников.                                                                         |                                                                             |               |                            |                  |  |
| |                                                                             |               |                            |                  |  |
| 12 (12x01) | «Искупление грехов» (англ. Cut and Dried)                                   | Джерри Уолкер | Джон Хаггисон и Джон Банас | 5 ноября 2007    |  |
| Детективы расследуют убийство в тюрьме, где педофилу отрезали гениталии, затолкали их ему в глотку, а потом положили труп в стиральную машину. Саймон не может прийти в себя после последнего дела. Дженнифер шантажирует её бывшей возлюбленный. Вскоре происходит ещё одно убийство.                                                                   |                                                                             |               |                            |                  |  |
| |                                                                             |               |                            |                  |  |
| 13 (13x01) | «Отгул» (англ. Rostered Day Off)                                            | Пино Амента   | Джон Хаггисон и Джон Банас | 12 ноября 2007   |  |
| Тяжело раненый Спарк попадает в заложники к бандитам, и у детективов всё меньше времени чтобы спасти его. Данкану приходится работать с Джарвисом. Бернис просит Дженнифер заняться делом её друга, который отравил свою жену больную раком. Саймон пишет заявление об увольнении.                                                                       |                                                                             |               |                            |                  |  |
| |                                                                             |               |                            |                  |  |
| 14 (14x01) | «Смерть из прошлого» (англ. Raising the Dead)                               | Пино Амента   | Джон Хаггисон и Джон Банас | 19 ноября 2007   |  |
| Обнаружены останки женщины, которая исчезла много лет назад. Как выясняется, это останки матери Мэтта, которая не вернулась домой 16 лет назад. Вульф не даёт Райану заняться этим делом. Данкан уговаривает Саймона не уходить из отдела. |                                                                             |               |                            |                  |  |
| |                                                                             |               |                            |                  |  |

### Второй сезон (2008—2009)
| Номер | Название                                              | Режиссёр       | Сценарий                                       | Дата премьеры    |  |
| --- | ----------------------------------------------------- | -------------- | ---------------------------------------------- | ---------------- |  |
| 15 (1x02) | «Кровь — не вода» (англ. Thicker Than Water)          | Дайана Реид    | Джон Хаггисон и Джон Банас                     | 30 июня 2008     |  |
| Детективы расследуют убийство гречанки, которая занималась клубной проституцией. В то же утро происходит и убийство её мужа. Саймон, Данкан и Дженнифер отмечают некоторые странности в поведении Мэтта. Вульф подозревает свою жену в супружеской неверности.                                                                      |                                                       |                |                                                |                  |  |
| |                                                       |                |                                                |                  |  |
| 16 (2x02) | «Осторожно, злые собачки!» (англ. Somersaulting Dogs) | Дайана Реид    | Джон Хаггисон и Джон Банас                     | 7 июля 2008      |  |
| В женском туалете общественной школы найден труп повешенного мальчика. Эксперты быстро устанавливают, что это убийство. У Данкана появляется своя версия убийства, довольно рискованная. Детективы знакомятся с Эммой, новой девушкой Мэтта.                                                                                        |                                                       |                |                                                |                  |  |
| |                                                       |                |                                                |                  |  |
| 17 (3x02) | «Взаперти» (англ. In House)                           | Николас Буфало | Джон Хаггисон и Джон Банас                     | 14 июля 2008     |  |
| Мужчина, чей сын был обвинён в убийстве и погиб в тюрьме, берёт в заложники Саймона, Спарка, Дженнифер и Карен прямо на этаже отдела убийств. Вульф ведёт переговоры с захватчиком и пытается стабилизировать положение. Но ситуация накалятся, когда захватчик стреляет в Карен.                                                   |                                                       |                |                                                |                  |  |
| |                                                       |                |                                                |                  |  |
| 18 (4x02) | «Танифа» (англ. Taniwha)                              | Николас Буфало | Джон Хаггисон и Джон Банас                     | 21 июля 2008     |  |
| На пляже, прямо посреди дня, неизвестный татуированный мужчина убивает женщину, на глазах её маленькой дочери. Главным подозреваемым становится муж жертвы, но вскоре его тоже убивают. Детективам надо поторопиться, чтобы защитить их осиротевшую дочь от хладнокровного убийцы.                                                  |                                                       |                |                                                |                  |  |
| |                                                       |                |                                                |                  |  |
| 19 (5x02) | «Виновен в содеянном» (англ. Guilty as Charged)       | Пол Молоней    | Джон Хаггисон и Джон Банас                     | 28 июля 2008     |  |
| Уорвик Эндикотт обвиняемый в убийстве своей жены и дочери был оправдан судом присяжных из-за отсутствия тел жертв. Дженнифер воспринимает это дело очень лично, и её амбиции могут стоить ей жизни. Вульф расходиться со своей женой Линдой.                                                                                        |                                                       |                |                                                |                  |  |
| |                                                       |                |                                                |                  |  |
| 20 (6x02) | «Вознаграждение» (англ. Reward)                       | Пол Молоней    | Джон Хаггисон и Джон Банас                     | 25 августа 2008  |  |
| Найден разложившийся труп девушки, которая была похищена 2 года назад. За её освобождение был выплачен выкуп в размере миллиона долларов, но она так и не была возвращена. Это преступление имеет какую-то связь со старым делом об убийстве, которое вели Уилтон Спаркс и его напарник Мори Бидерман.                              |                                                       |                |                                                |                  |  |
| |                                                       |                |                                                |                  |  |
| 21 (7x02) | «Золотой» (англ. Golden)                              | Джеффри Валкер | Джон Хаггисон и Джон Банас                     | 1 сентября 2008  |  |
| Известный футболист Кэмерон Ганнинг подвергается нападению, получает тяжёлую черепно-мозговую травму и в итоге умирает в больнице. К делу приковано большое внимание СМИ. Пока детективы проверяют подозреваемых, на Бернис начинается давление сверху.                                                                             |                                                       |                |                                                |                  |  |
| |                                                       |                |                                                |                  |  |
| 22 (8x02) | «Жизнь после смерти» (англ. Life After Death)         | Джеффри Валкер | Джон Хаггисон и Джон Банас                     | 8 сентября 2007  |  |
| Лайла Шарманн, называющая себя экстрасенсом, приходит к Мэтту и говорит, что произошло убийство девушки, которую зовут Шибонн. В скором времени действительно находят труп девушки по имени Шибонн Дрю, а Лайла Шарманн пропадает без вести.                                                                                        |                                                       |                |                                                |                  |  |
| |                                                       |                |                                                |                  |  |
| 23 (9x02) | «Пожизненное заключение» (англ. Never to be Released) | Кевин Карлин   | Джон Хаггисон и Джон Банас                     | 15 сентября 2008 |  |
| Найдены трупы влюблённой парочки, которая пропала без вести в 1978 году. Детектив, который вёл это розыскное дело, совершает самоубийство, узнав об обнаружении трупов. Саймону и Данкану приходится участвовать в психологической игре с серийным убийцей, исход которой неизвестен никому.                                        |                                                       |                |                                                |                  |  |
| |                                                       |                |                                                |                  |  |
| 24 (10x02) | «День экзамена» (англ. Examination Day)               | Кевин Карлин   | Джон Хаггисон, Миа Тольхерст и Джон Банас      | 22 сентября 2008 |  |
| Студентка из Китая умирает от отравления прямо на экзамене, но никто из 29 свидетелей не видел ничего подозрительного. Чтобы раскрыть убийство, детективам придётся погрузиться в тайны частного университета, который принимает на учёбу лишь иностранных студентов.                                                               |                                                       |                |                                                |                  |  |
| |                                                       |                |                                                |                  |  |
| 25 (11x02) | «О, счастливчик!» (англ. Oh Lucky Man)                | Дэвид Кэмерон  | Джон Хаггисон, Джефф Труман и Джон Банас       | 29 сентября 2008 |  |
| Детективы расследуют череду кровавых убийств молодых проституток. Вульф считает что убийства совершает таксист Максвелл Крэйвен. В дело вмешивается полицейский детектив из Брисбена, который утверждает, что Крэйвен покалечил проститутку в их городе.                                                                            |                                                       |                |                                                |                  |  |
| |                                                       |                |                                                |                  |  |
| 26 (12x02) | «Трофей войны» (англ. Spoils of War)                  | Дэвид Кэмерон  | Джон Хаггисон и Джон Банас                     | 6 октября 2008   |  |
| Женщина, гулявшая с мужем и внучкой, зарезана посреди дня в парке. Детективы обнаруживают связь с убийством школьника в Южном Уэльсе. Мотивы убийств уводят детективов к событиям, произошедшим во время войны в Персидском заливе.                                                                                                 |                                                       |                |                                                |                  |  |
| |                                                       |                |                                                |                  |  |
| 27 (13x02) | «Убийство присяжной» (англ. Jury Duty)                | Стив Манн      | Джон Хаггисон и Джон Банас                     | 13 октября 2008  |  |
| Убита женщина, которая была присяжной по резонансному делу о групповом изнасиловании. Когда становится ясно, что обвиняемые в изнасиловании могут уйти от ответственности из-за смерти присяжной, отец жертвы начинает сам вершить суд. Однако детективы всё больше сомневаются в том, что убийство было связано с судом присяжных. |                                                       |                |                                                |                  |  |
| |                                                       |                |                                                |                  |  |
| 28 (14x02) | «Неопознанное тело» (англ. Jane Doe)                  | Стив Манн      | Джон Хаггисон и Джон Банас                     | 20 октября 2008  |  |
| Обнаружен обезглавленный труп женщины без рук. Благодаря редкому браслету, который украли у убитой, у детективов появляется возможность определить её личность. Однако вскоре становится ясно, что и жертва и убийца были не теми, за кого себя выдавали.                                                                           |                                                       |                |                                                |                  |  |
| |                                                       |                |                                                |                  |  |
| 29 (15x02) | «Смерть наркоманов» (англ. Junkie)                    | Пино Амента    | Джон Банас, Джон Хаггинсон и Michaeley O'Brien | 8 февраля 2009   |  |
| В одну ночь происходят странные смерти известного судьи Ричарда Ирвина и бездомной воровки Моник Санкстер. В дело вмешивается Терри Джарвис, и у детективов тут же начинаются проблемы в расследовании. Данкану снова приходиться работать в паре с Джарвисом.                                                                      |                                                       |                |                                                |                  |  |
| |                                                       |                |                                                |                  |  |
| 30 (16x02) | «Ничего святого» (англ. Stolen Sweets)                | Пино Амента    | Джон Хаггисон и Джон Банас                     | 15 февраля 2009  |  |
| Детективы расследуют убийство молодого мужчины, к которому как-то причастна известная юридическая фирма. Выясняется, что убитый был гомосексуалом и занимался проституцией, кроме того, в прошлом он пытался совершить самоубийство. Терри Джарвис становится сотрудником отдела убийств.                                           |                                                       |                |                                                |                  |  |
| |                                                       |                |                                                |                  |  |
| 31 (17x02) | «Забытые» (англ. The Forgotten)                       | Дайана Реид    | Джон Хаггисон, Джефф Труман и Джон Банас       | 22 февраля 2009  |  |
| Детективы расследуют зверское убийство бездомного пожилого мужчины. Расследование заходит в тупик, когда выясняется, что убитый был мультимиллионером. Сотрудники отдела убийств сталкиваются со своеобразными методами работы Терри Джарвиса. Вульф навещает свою бывшую жену Линду.                                               |                                                       |                |                                                |                  |  |
| |                                                       |                |                                                |                  |  |
| 32 (18x02) | «Зелёный свет» (англ. A Green Light)                  | Дайана Реид    | Джон Хаггисон и Джон Банас                     | 1 марта 2009     |  |
| Двое преступников, сбежавших из тюрьмы, нападают на Данкана и жестоко его калечат. Пока он борется за свою жизнь в больнице, его коллегам приходиться изучать его прошлое, чтобы понять, из-за чего произошло это побоище. Бернис отстраняют от работы и обвиняют в должностных нарушениях.                                         |                                                       |                |                                                |                  |  |
| |                                                       |                |                                                |                  |  |
| 33 (19x02) | «Дом ужасов» (англ. House of Horrors)                 | Кевин Карлин   | Джон Хаггисон и Джон Банас                     | 8 марта 2009     |  |
| Данкан продолжает находиться в коме. Детективы находят скелет преподавателя, который пропал без вести в 1999 году. Многие считали, что он сбежал со своей студенткой, но теперь выясняется, что преподаватель был убит, а местонахождение его возлюбленной неизвестно. Бернис безуспешно пытается доказать свою невиновность.       |                                                       |                |                                                |                  |  |
| |                                                       |                |                                                |                  |  |
| 34 (20x02) | «Врачи-убийцы» (англ. The Cutting Edge)               | Кевин Карлин   | Джон Хаггисон и Джон Банас                     | 15 марта 2009    |  |
| В собственной машине задушен Кэл Шеппертон, мужчина, занимавшийся секретными заданиями. Многое указывает на то, что к убийству как-то причастны врачи. Детективы узнают об опасных методиках, рискованных экспериментах и погибших пациентах. Давление на Бернис продолжается, её обвиняют в коррупции.                             |                                                       |                |                                                |                  |  |
| |                                                       |                |                                                |                  |  |
| 35 (21x02) | «Ярость» (англ. Rage)                                 | Пино Амента    | Джон Банас, Джон Хаггинсон и Michaeley O'Brien | 22 марта 2009    |  |
| У себя дома застрелена молодая женщина. Вульф обращается к жителям города с просьбой помочь в расследовании. Пока Мэтт и Дженнифер расследуют это убийство, Саймон должен определить, кто сбил на машине подростка. |                                                       |                |                                                |                  |  |
| |                                                       |                |                                                |                  |  |
| 36 (22x02) | «Жизнь и смерть» (англ. Life and Death)               | Пино Амента    | Джон Хаггисон и Джон Банас                     | 29 марта 2009    |  |
| Саймон и Мэтт расследуют жестокое убийство известного психиатра. Подозреваемый найден, но обвинение предъявить не получается. Давление на Бернис доходит до высшей точки, когда кто-то похищает её сына. Вульф поднимает на его поиски весь отдел убийств.                                                                          |                                                       |                |                                                |                  |  |
| |                                                       |                |                                                |                  |  |

### Третий сезон (2009)
| Номер | Название                                         | Режиссёр        | Сценарий                   | Дата премьеры    |  |
| --- | ------------------------------------------------ | --------------- | -------------------------- | ---------------- |  |
| 37 (1x03) | «Денежный снимок» (англ. The Money Shot)         | Дэвид Кэмерон   | Джон Хаггисон и Джон Банас | 10 августа 2009  |  |
| Данкан возвращается к работе после медицинской реабилитации. Он хочет поучаствовать в расследовании убийства фотографа, работавшего на жёлтую прессу. Вульф не хочет, чтобы Данкан занимался активной работой, а Саймон чувствует вину перед напарником.                                                                                 |                                                  |                 |                            |                  |  |
| |                                                  |                 |                            |                  |  |
| 38 (2x03) | «Любовь зла» (англ. Meet & Greet))               | Дэвид Кэмерон   | Джон Хаггисон и Джон Банас | 10 августа 2009  |  |
| Детективы расследуют зверское убийство одинокого молодого мужчины, имеющее ярко выраженную сексуальную подоплёку. К расследованию присоединяется новичок, детектив Элли Кингстон. Саймон не в восторге от совместной работы с ней. |                                                  |                 |                            |                  |  |
| |                                                  |                 |                            |                  |  |
| 39 (3x03) | «Автобойня» (англ. Chop Shop)                    | Николас Буфало  | Джон Хаггисон и Джон Банас | 17 августа 2009  |  |
| Полицейский был убит на дежурстве, и Мэтт тяжело переживает это происшествие. Детективы расследуют убийство подростка из греческой семьи, который привлекался к уголовной ответственности за многочисленные угоны машин. Детективы погружаются в мир профессиональных автоугонщиков.                                                     |                                                  |                 |                            |                  |  |
| |                                                  |                 |                            |                  |  |
| 40 (4x03) | «Первый камень» (англ. The First Stone)          | Николас Буфало  | Джон Хаггисон и Джон Банас | 24 августа 2009  |  |
| Детективы расследуют исчезновение маленького мальчика, 4-летнего Николаса Сантини. Он ушёл в неизвестном направлении с незнакомыми мальчикамИ. Родители мальчика надеются найти его живым, а детективы не знают как расследовать дело без тела.                                                                                          |                                                  |                 |                            |                  |  |
| |                                                  |                 |                            |                  |  |
| 41 (5x03) | «Бизнес по-тайски» (англ. Thai Take Away)        | Кевин Карлин    | Джефф Труман               | 31 августа 2009  |  |
| Дэвид Хислоп был подвергнут жестоким пыткам, а потом зверски убит. К расследованию убийства присоединяется детектив Ник Бьюкенен. К делу оказывается причастна известная журналистка Ким Чарльтон. Она рассказывает о том, что убитый был влюблён в тайку, которая находилась в сексуальном рабстве, и возможно он погиб за связь с ней. |                                                  |                 |                            |                  |  |
| |                                                  |                 |                            |                  |  |
| 42 (6x03) | «Признание» (англ. The Confession)               | Кевин Карлин    | Джон Хаггисон и Джон Банас | 7 сентября 2009  |  |
| Выстрелом в голову убит мужчина, а его жена смертельно ранена. Перед смертью она успевает дать Эйлин Кингстон слабую наводку на убийцу. Детективы подозревают в убийстве педофила, который отсидел 17 лет в тюрьме, и несколько дней назад вышел на свободу. Стэнли Вульф уходит в длительный отпуск.                                    |                                                  |                 |                            |                  |  |
| |                                                  |                 |                            |                  |  |
| 43 (7x03) | «Маленький гигант» (англ. Little Big Man)        | Карл Цвикки     | Джон Хаггисон и Джон Банас | 14 сентября 2009 |  |
| В собственной машине выстрелом в голову убит профессиональный жокей. Хотя у детективов были основания полагать, что он совершил самоубийство, патологоанатом Ронни доказывает, что это было убийство. Детективы погружаются в мир конного спорта.                                                                                        |                                                  |                 |                            |                  |  |
| |                                                  |                 |                            |                  |  |
| 44 (8x03) | «Лучшее время жизни» (англ. Time of Your Life)   | Карл Цвикки     | Миа Тольхерст              | 16 сентября 2009 |  |
| Бернис становится новым начальником отдела убийств. Детективы расследуют убийство гражданина Великобритании, туриста Гэвина Миллера. Выясняется, что это двоюродный брат Эммы. Отношения между Бернис и Эйлин Кингстон не складываются. Эмма говорит Мэтту, что её мама будет жить у них дома.                                           |                                                  |                 |                            |                  |  |
| |                                                  |                 |                            |                  |  |
| 45 (9x03) | «Мошенники» (англ. Diggers)                      | Николас Буфало  | Аликс Бин                  | 23 сентября 2009 |  |
| Неизвестные грабят дом пожилого ветерана войны, а потом жестоко убивают его. Детективы пытаются разобраться, было ли убийство связано с ограблением, или имела место инсценировка. Вскоре происходит второе ограбление, но хозяину дома удаётся убить нападавшего.                                                                       |                                                  |                 |                            |                  |  |
| |                                                  |                 |                            |                  |  |
| 46 (10x03) | «Кровавый след» (англ. Blood Trail)              | Николас Буфало  | Джон Хаггисон и Джон Банас | 30 сентября 2009 |  |
| Саймон и Мэтт обследуют яхту, которая вся измазана артериальной кровью, но самого трупа там нет. Детективам вновь приходится расследовать дело без тела. Эксперты устанавливают, что яхта измазана кровью двух разных людей, а значит речь идёт о двойном убийстве.                                                                      |                                                  |                 |                            |                  |  |
| |                                                  |                 |                            |                  |  |
| 47 (11x03) | «Оранжерея» (англ. Hot House)                    | Кейт Вудс       | Джефф Труман               | 7 октября 2009   |  |
| Детективы расследуют убийство профессора математики Кристофера Боленброка, который в прошлом году ушёл на пенсию, а свободное время занимался репетиторством. Кто-то зарезал его, а потом исписал его тело математическими уравнениями.                                                                                                  |                                                  |                 |                            |                  |  |
| |                                                  |                 |                            |                  |  |
| 48 (12x03) | «Чёртова дюжина» (англ. Baker's Dozen)           | Кейт Вудс       | Джон Хаггисон и Джон Банас | 14 октября 2009  |  |
| К отделу убийств прикомандирована детектив Виктория Оукли, работающая в отделе пропавших без вести. Она уверена, что неизвестный маньяк убил 10 женщин в течение 12 лет. Однако их тела так и не были найдены. Саймон вступает в сексуальную связь с Викторией.                                                                          |                                                  |                 |                            |                  |  |
| |                                                  |                 |                            |                  |  |
| 49 (13x03) | «Дым» (англ. Smokescreen)                        | Ричард Ясек     | Келли Лефевер              | 21 октября 2009  |  |
| Стив Рикардс в прямом эфире признаётся в убийстве табачного магната Харлана Джеффриса. Он показывает место, где закопал труп, и там действительно находят тело Джеффриса. Спустя 3 месяца детективы расследуют убийство дальнобойщика. Свидетельница по делу утверждает, что убийства дальнобойщика и табачного магната взаимосвязаны.   |                                                  |                 |                            |                  |  |
| |                                                  |                 |                            |                  |  |
| 50 (14x03) | «Цели и задачи» (англ. Mission Statement)        | Ричард Ясек     | Джон Хаггисон и Джон Банас | 28 октября 2009  |  |
| Молодую женщину насмерть сбивает машина. Совершивший этот наезд не был идентифицирован. Однако спустя месяц в отдел убийств приходит мужчина, который видел наезд и утверждает, что водитель сбил женщину намеренно. |                                                  |                 |                            |                  |  |
| |                                                  |                 |                            |                  |  |
| 51 (15x03) | «Смертельный вес» (англ. Dead Weight)            | Дэвид Кэмерон   | Michaeley O'Brien          | 4 ноября 2009    |  |
| Мэтт и Эйлин обследуют труп женщины, которая страдала ожирением и умерла от разрыва пищевода. Изначально всё выглядит как естественная смерть, но Ронни устанавливает, что кто-то отравил жертву рвотным средством. Детективы сталкиваются с психологическими проблемами людей, страдающих избыточным весом.                             |                                                  |                 |                            |                  |  |
| |                                                  |                 |                            |                  |  |
| 52 (16x03) | «Теория большого взрыва» (англ. Big Bang Theory) | Дэвид Кэмерон   | Джон Хаггисон и Джон Банас | 11 ноября 2009   |  |
| Три человека погибают от взрыва бомбы, установленной в банкомате. Детективы понимают, что это только начало, и что кровавые теракты будут продолжаться. Детективы предполагают, что к этому преступлению может быть причастен разбойник Джон Томик, который недавно вышел из тюрьмы.                                                     |                                                  |                 |                            |                  |  |
| |                                                  |                 |                            |                  |  |
| 53 (17x03) | «В волчьей шкуре» (англ. In Wolf's Clothing)     | Майкл Паттинсон | Джон Хаггисон и Джон Банас | 18 ноября 2009   |  |
| Двое неизвестных в балаклавах напали на ранее судимого мужчину, застрелили его, а потом изнасиловали его жену и связали её скотчем. Их маленький сын стал единственным свидетелем убийства. Детективам довольно быстро удаётся найти подозреваемых, но Дженнифер начинает сомневаться в правдивости слов потерпевшей.                    |                                                  |                 |                            |                  |  |
| |                                                  |                 |                            |                  |  |
| 54 (18x03) | «Информатор» (англ. Whistleblower)               | Давид Кэмерон   | Джон Хаггисон и Джон Банас | 25 ноября 2009   |  |
| В реке найдена машина, а в её багажнике мужской труп, сильно объеденный раками. Смерть этого мужчины наступила от выстрела в затылок. Бернис узнаёт, что Саймон ушёл в отпуск и не сдал свой пистолет, а это грубейшее нарушение устава, которое может повлечь за собой тяжёлые последствия.                                             |                                                  |                 |                            |                  |  |
| |                                                  |                 |                            |                  |  |

### Четвёртый сезон (2010)
| Номер | Название                                                           | Режиссёр        | Сценарий                   | Дата премьеры    |  |
| --- | ------------------------------------------------------------------ | --------------- | -------------------------- | ---------------- |  |
| 55 (1x04) | «Австралия, Австралия» (англ. Aussie! Aussie! Aussie!)             | Ричард Ясек     | Джон Хаггисон и Джон Банас | 14 июля 2010     |  |
| Расследование в отношении Саймона продолжается. Двое неизвестных в маске обстреливают улицу из автоматов и убивают случайного прохожего. Детективы предполагают, что целью стрелков был глава студенческой националистической организации.                                                                                                   |                                                                    |                 |                            |                  |  |
| |                                                                    |                 |                            |                  |  |
| 56 (2x04) | «Хороший полицейский, плохой полицейский» (англ. Good Cop/Bad Cop) | Ричард Ясек     | Джон Хаггисон и Джон Банас | 14 июля 2010     |  |
| Убит Харви Пулман, водитель и владелец фирмы «Эвакуатор Пулмана». Он проходил подозреваемым по делу о серийных убийствах, которое вeла детектив Виктория Оукли. Старший сержант Сьюзан Блейк из отдела этики подозревает Саймона в убийстве. Стэнли Вульф присоединяется к расследованию.                                                    |                                                                    |                 |                            |                  |  |
| |                                                                    |                 |                            |                  |  |
| 57 (3x04) | «Опасный человек» (англ. Flight Risk)                              | Кевин Карлин    | Джон Хаггисон и Джон Банас | 21 июля 2010     |  |
| Детективы расследуют убийство Зои Фултон, которую связал, изнасиловал и заколол ножницами мужчина в латескной маске. Комиссар назначает Бернис начальником уголовного отдела. Теперь она будет руководить всеми уголовными подразделениями.                                                                                                  |                                                                    |                 |                            |                  |  |
| |                                                                    |                 |                            |                  |  |
| 58 (4x01) | «Защита» (англ. Protection)                                        | Кевин Карлин    | Джон Хаггисон и Джон Банас | 28 июля 2010     |  |
| Мужчина в белой маске убивает пожилого богача и его телохранителя. Второй телохранитель выжил и жаждет отомстить за смерть напарника. Детективы выясняют, что убитый в прошлом занимался вооружёнными грабежами, отсидел в тюрьме и уже давно считался умершим. Джарвис понимает, что к этому делу как-то причастен офицер полиции Гэри Бек. |                                                                    |                 |                            |                  |  |
| |                                                                    |                 |                            |                  |  |
| 59 (5x04) | «Крысоловы» (англ. Ratters)                                        | Джет Уилкинсон  | Джон Хаггисон и Джон Банас | 4 августа 2010   |  |
| Ударом отвёртки в горло убит Кори Майер, водитель труповозки. При этом кто-то похитил труп пожилой женщины, который был в машине. Детективам нужно ответить на непростой вопрос, что же было первичной целью преступника — убийство или похищение трупа?                                                                                     |                                                                    |                 |                            |                  |  |
| |                                                                    |                 |                            |                  |  |
| 60 (6x04) | «Видели в последний раз» (англ. Last Seen)                         | Джет Уилкинсон  | Джон Хаггисон и Джон Банас | 11 августа 2010  |  |
| В роще найден сильно разложившийся женский труп, завёрнутый в одеяло для пикника и закопанный в неглубокой яме. Детективы быстро устанавливают личность жертвы — это девушка, которая 18 месяцев назад пошла на новогодний маскарад и не вернулась. Это дело оказывается очень важным в карьере Элли Кингстон.                               |                                                                    |                 |                            |                  |  |
| |                                                                    |                 |                            |                  |  |
| 61 (7x04) | «Дым без огня» (англ. No Smoke)                                    | Пино Амента     | Джон Хаггисон и Джон Банас | 18 августа 2010  |  |
| Известный поджигатель Родни Баррет найден повешенным на дереве с коробкой спичек во рту. У очень многих были мотивы совершить это убийство. К делу подключается бывший коллега детективов отдела убийств — Уилтон Спаркс, который теперь работает участковым.                                                                                |                                                                    |                 |                            |                  |  |
| |                                                                    |                 |                            |                  |  |
| 62 (8x04) | «На опасном пути» (англ. In Harm's Way)                            | Пино Аменто     | Джон Хаггисон и Джон Банас | 25 августа 2010  |  |
| Мельбурн захлестнула волна уличного насилия, из-за чего СМИ обрушиваются с критикой на полицию. Детективы расследуют убийство трёх уличных хулиганов, которых расстреляли посреди дня, прямо на улице. Кровавые убийства уличных бандитов продолжаются, и детективы сталкиваются с вигилантом, который чистит улицы от преступников.         |                                                                    |                 |                            |                  |  |
| |                                                                    |                 |                            |                  |  |
| 63 (9x04) | «Убийство» (англ. The Hit)                                         | Николас Буфало  | Джон Хаггисон и Джон Банас | 1 сентября 2010  |  |
| Гэри Бек находившийся под следствием приехал на похороны своей матери и был убит снайпером прямо на кладбище. Детективы не скорбят о смерти продажного коллеги. Им нужно определить, кто был целью убийцы — стоявший рядом Терри Джарвис, или всё-таки сам Бек. Данкан узнаёт новые подробности убийства Клэр.                               |                                                                    |                 |                            |                  |  |
| |                                                                    |                 |                            |                  |  |
| 64 (10x04) | «На десерт» (англ. Just Desserts)                                  | Николас Буфало  | Джон Хаггисон и Джон Банас | 8 сентября 2010  |  |
| В отдел убийств приходит новичок Рис Левитт. Он со своими коллегами начинает расследование убийства известного кулинара Сэла Барбьери, которому воткнули нож в спину, а потом облили горячим маслом. У Дженнифер возникают проблемы с новичком.                                                                                              |                                                                    |                 |                            |                  |  |
| |                                                                    |                 |                            |                  |  |
| 65 (11x04) | «Пираты» (англ. Pirates)                                           | Кевин Карлин    | Аликс Бин                  | 15 сентября 2010 |  |
| Детективы расследуют убийство частного детектива, который вёл расследование по факту видеопиратства. Перед смертью он написал на своей руке имя и номер неизвестного человека. Детективы подозревают его в убийстве, но когда находят этого человека, то обнаруживается, что он подросток.                                                   |                                                                    |                 |                            |                  |  |
| |                                                                    |                 |                            |                  |  |
| 66 (12x04) | «Банка томатов» (англ. Tomato Can)                                 | Кевин Карлин    | Джон Хаггисон и Джон Банас | 22 сентября 2010 |  |
| Терри Джарвис присутствует на боксёрском поединке, и видит как один из боксёров погибает прямо на ринге. Он добивается проведения вскрытия, и в результате становится ясно, что это было преднамеренное убийство. Мэтт становится сержантом подразделения, новым помощником Стэнли Вульфа.                                                   |                                                                    |                 |                            |                  |  |
| |                                                                    |                 |                            |                  |  |
| 67 (13x04) | «Единожды битый» (англ. Once Bitten)                               | Жан-Пьер Миньон | Невилл Браун               | 29 сентября 2010 |  |
| Рис Левитт становится свидетелем того, как двое парней ограбили парикмахерскую. Он гонится за одним из грабителей, но тот кусает Риса и убегает. Вскоре обнаруживается, что в парикмахерской произошло ещё и убийство. |                                                                    |                 |                            |                  |  |
| |                                                                    |                 |                            |                  |  |
| 68 (14x04) | «Переходная область» (англ. Twilight Zone)                         | Жан-Пьер Миньон | Джефф Труман               | 6 октября 2010   |  |
| Мэтт Райан и Элли Кингстон расследуют убийство пожилого мужчины в элитном доме для престарелых. Убитый Бранко Буджман был богатым человеком, на карту было поставлено большое наследство. Кроме того у него были плохие отношения в доме престарелых. Подозреваемых в убийстве становится всё больше.                                        |                                                                    |                 |                            |                  |  |
| |                                                                    |                 |                            |                  |  |
| 69 (15x04) | «Воссоединение» (англ. Reunion)                                    | Карл Цвикки     | Келли Лефевер              | 14 октября 2010  |  |
| Детективы расследуют одно из самых жутких в своей практике убийств. В собственном доме убита семья индонезийцев — отец и мать, их сын и дочь. Дженнифер и Ник вынуждены скрывать от своих коллег правду о деле. Детективы окунаются в кровавый мир австралийской разведки.                                                                   |                                                                    |                 |                            |                  |  |
| |                                                                    |                 |                            |                  |  |
| 70 (16x04) | «Под прикрытием» (англ. Undercover)                                | Карл Цвикки     | Джон Хаггисон              | 20 октября 2010  |  |
| Расследование убийства семьи индонезийцев продолжается. Отдел убийств отстранён от расследования этого дела. Дженнифер и Ник работают под прикрытием, чтобы предотвратить крупный теракт. Мэтт в ярости от того, что подчинённые его не слушаются.                                                                                           |                                                                    |                 |                            |                  |  |
| |                                                                    |                 |                            |                  |  |
| 71 (17x04) | «Интуиция» (англ. Gut Instinct)                                    | Роджер Ходжман  | Джефф Труман               | 20 октября 2010  |  |
| В собственном доме убита и ограблена Гизелла Голдберг. Детективы предполагают что к убийству может быть причастен кто-то из знакомых жертвы. К расследованию присоединяется Питер Коупланд, детектив из отдела по расследованию дел об ограблениях. Ник и Дженнифер проводят ночь вместе.                                                    |                                                                    |                 |                            |                  |  |
| |                                                                    |                 |                            |                  |  |
| 72 (18x04) | «Смертельные приёмы» (англ. Killer Moves)                          | Роджер Ходжман  | Джон Банас                 | 27 октября 2010  |  |
| Детективы обследуют место ДТП, где погиб водитель автомобиля и женщина-пешеход. На первый взгляд всё кажется несчастным случаем, но Ронни устанавливает, что мужчина был мёртв за несколько часов до того, как автомобиль поехал. Так как же он тогда сел туда? Становится ясно, что речь идёт об убийстве.                                  |                                                                    |                 |                            |                  |  |
| |                                                                    |                 |                            |                  |  |
| 73 (19x04) | «Неразрывные узы» (англ. Ties That Bind)                           | Стив Джорделл   | Джон Банас                 | 3 ноября 2010    |  |
| Молодой мужчина был обвинён в групповом нападении на девушку и нанесении ей тяжёлых телесных повреждений. Он был готов сказать имя соучастника, но был застрелен за несколько минут до сделки. Детективы сталкиваются с непростыми отношениями в профсоюзе, который мог прекратить своё существование из-за этих преступлений.               |                                                                    |                 |                            |                  |  |
| |                                                                    |                 |                            |                  |  |
| 74 (20x04) | «Расплата» (англ. Atonement)                                       | Стив Джорделл   | Шон Нэш                    | 10 ноября 2010   |  |
| Детективы расследуют убийство мужчины, которого привязали к стулу и четыре раза выстрелил в него, причём сделано это так, что на теле жертвы образовался крест. Это дело становится непростым испытанием для Элли. |                                                                    |                 |                            |                  |  |
| |                                                                    |                 |                            |                  |  |
| 75 (21x04) | «Цена любви» (англ. The Price of Love)                             | Жан-Пьер Миньон | Джон Хаггисон              | 17 ноября 2010   |  |
| В пустом доме, который предназначался для продажи, найден труп девушки со связанными руками. Ронни находит в пищеводе убитой чек на покупку очень дорогих туфель. Ник делает Дженнифер предложение руки и сердца, но в таком случае кому-то придётся уйти из отдела убийств.                                                                 |                                                                    |                 |                            |                  |  |
| |                                                                    |                 |                            |                  |  |
| 76 (22x04) | «Доверие» (англ. Empowerment)                                      | Жан-Пьер Миньон | Трент Робертс              | 24 ноября 2010   |  |
| Убит Блейк Джонсон, владелец самого популярного порносайта в Австралии. Его раздели, связали, намазали губы помадой, надели парик на голову, а потом задушили. Видео со сценой убийства попадает на его сайт, но детективам это не помогает в поисках убийцы.                                                                                |                                                                    |                 |                            |                  |  |
| |                                                                    |                 |                            |                  |  |
| 77 (23x04) | «Бизнес страха» (англ. The Business of Fear)                       | Дэвид Кэмерон   | Джон Хаггисон и Джон Банас | 9 февраля 2011   |  |
| Детективы расследуют убийство таможенного брокера Мерва Мейсона, на которого сначала напали, а потом проткнули насквозь. Сержант Мэтт Райан подаёт заявление о переводе в другой отдел, но Вульф против этого. |                                                                    |                 |                            |                  |  |
| |                                                                    |                 |                            |                  |  |
| 78 (24x04) | «Тайная любовь» (англ. Secret Love)                                | Дэвид Кэмерон   | Джон Хаггисон и Джон Банас | 16 февраля 2011  |  |
| Детективы расследуют убийство студентки из пакистанской семьи, которую всю искололи ножом. Убийца поставил жертве на лоб числа, которые являются отсылкой на фрагмент Корана. Однако у детективов есть основания сомневаться в религиозном мотиве убийства.                                                                                  |                                                                    |                 |                            |                  |  |
| |                                                                    |                 |                            |                  |  |

### Наивысшая честь (2011)
| Номер | Название                                                                   | Режиссёр       | Сценарий       | Дата премьеры   |  |
| --- | -------------------------------------------------------------------------- | -------------- | -------------- | --------------- |  |
| 79 (1x05) | «Похвальный день (Часть 1)» (англ. Reward Day, Part I)                     | Маркус Коул    | Джефф Труман   | 23 февраля 2011 |  |
| Заключённый Шон Линч смог сбежать из-под стражи, убив при этом охранника Бена Кэлтона. Ник встречается с журналисткой Джульет Гардинер. Она пишет статью о Дэйне Мейджорсе, известном крикетисте, 10 лет назад осуждённом за убийство своей жены. Вскоре происходят новые убийства.                                     |                                                                            |                |                |                 |  |
| |                                                                            |                |                |                 |  |
| 80 (2x05) | «Неудачный свинг (Часть 2)» (англ. Go Down Swinging, Part II)              | Маркус Коул    | Джон Банас     | 2 марта 2011    |  |
| Молодой свингер обращается в отдел убийств, так как считает что его жена мертва. Становится известно, что любовница его жены найдена задушенной. Ник вступает в интимную близость с Джульет. Анонимный информатор сообщает Джульет, что Ник подделал улики в деле Мейджорса.                                            |                                                                            |                |                |                 |  |
| |                                                                            |                |                |                 |  |
| 81 (3x05) | «Кровь на первую полосу (Часть 3)» (англ. If It Bleeds It Leads, Part III) | Маркус Коул    | Джефф Труман   | 9 марта 2011    |  |
| Детективы расследуют убийство Джульет Гардинер. Ник отстранён от работы. В убийстве подозревают Брюса Далтона, детектива, который был напарником Ника. Газеты разворачивают кампанию по критике деятельности полиции. Генеральный прокурор Майкл Ломбарди отправляет дело Мейджорса на доследование.                    |                                                                            |                |                |                 |  |
| |                                                                            |                |                |                 |  |
| 82 (4x05) | «Запутанная паутина (Часть 4)» (англ. Tangled Web, Part IV)                | Маркус Коул    | Джон Банас     | 16 марта 2011   |  |
| Дэйн Мейджорс выходит на свободу, но отец убитой девушки не верит в его невиновность. По приказу Ломбарди расследование убийства Тани Мейджорс начинается заново. Дженнифер просит Ника забрать своё заявление об увольнении. Происходит новое убийство, и оно как-то связано с противозаконной деятельностью Ломбарди. |                                                                            |                |                |                 |  |
| |                                                                            |                |                |                 |  |
| 83 (5x05) | «Последний выход (Часть 5)» (англ. Last Man Standing, Part V)              | Джет Уилкинсон | Аликс Бин      | 23 марта 2011   |  |
| Убийство Тани Мейджорс раскрыто, а Дейн оправдан. Но Мейджорс жаждет отомстить Нику Бьюкенену и похищает его. Мейджорс начинает убивать людей, которые как-либо были связаны с его осуждением. Ломбарди сообщает Бернис, что отдел убийств прекратит своё существование.                                                |                                                                            |                |                |                 |  |
| |                                                                            |                |                |                 |  |
| 84 (6x05) | «Призраки (Часть 6)» (англ. Ghosts, Part VI)                               | Пол Молоней    | Джон Хаггинсон | 30 марта 2011   |  |
| Дейн Мейджорс застрелен Дженнифер. Данкан и Рис исследуют биографию умершего от рака бомжа Грега Стивенса, который незадолго до смерти признался в убийстве 3 человек. История отдела убийств подходит к концу, и детективы строят планы.                                                                               |                                                                            |                |                |                 |  |
| |                                                                            |                |                |                 |  |

## Комментарии
1. ↑  Первое появление Элли Кингстон
2. ↑  Первое появление Ника Бьюкенена
3. ↑  Последнее появление Саймона Джойнера
4. ↑  Первое появление Риса Левитта